# Finlands kvindefodboldlandshold
Finlands kvindefodboldlandshold er det nationale fodboldhold for kvinder i Finland. Det administreres af Finlands fodboldforbund. Holdets hidtil største resultat var ved EM 2005 i England, hvor de overraskende nåede semifinalen i og imponerede kvindefodboldverdenen, efter at have slået både Sverige og Danmark i EM-turneringens gruppespil. Fire år senere var Finland, vært for EM-slutrunden i 2009.
Flere finske landsholdspillere har fortid i den danske Elitedivisionen, hvor markante profiler som Nora Heroum og Sanni Franssi der har optrådt for Fortuna Hjørring, Olga Ahtinen og Ria Öling der begge har spillet for Brøndby IF og Tiia Peltonen der siden 2021 har spillet for FC Nordsjælland.

## Resultater

### VM i fodbold for kvinder
| År    | Resultat               |
| ----- | ---------------------- |
| 1991  | Kvalificerede sig ikke |
| 1995  | Kvalificerede sig ikke |
| 1999  | Kvalificerede sig ikke |
| 2003  | Kvalificerede sig ikke |
| 2007  | Kvalificerede sig ikke |
| 2011  | Kvalificerede sig ikke |
| 2015  | Kvalificerede sig ikke |
| 2019  | Kvalificerede sig ikke |
| 2023  | TBD                    |
| Total | 0/9                    |

### EM i fodbold for kvinder
| 1984  | Kvalificerede sig ikke | Kvalificerede sig ikke | Kvalificerede sig ikke | Kvalificerede sig ikke | Kvalificerede sig ikke | Kvalificerede sig ikke | Kvalificerede sig ikke | Kvalificerede sig ikke |
| 1987  | Kvalificerede sig ikke | Kvalificerede sig ikke | Kvalificerede sig ikke | Kvalificerede sig ikke | Kvalificerede sig ikke | Kvalificerede sig ikke | Kvalificerede sig ikke | Kvalificerede sig ikke |
| 1989  | Kvalificerede sig ikke | Kvalificerede sig ikke | Kvalificerede sig ikke | Kvalificerede sig ikke | Kvalificerede sig ikke | Kvalificerede sig ikke | Kvalificerede sig ikke | Kvalificerede sig ikke |
| 1991  | Kvalificerede sig ikke | Kvalificerede sig ikke | Kvalificerede sig ikke | Kvalificerede sig ikke | Kvalificerede sig ikke | Kvalificerede sig ikke | Kvalificerede sig ikke | Kvalificerede sig ikke |
| 1993  | Kvalificerede sig ikke | Kvalificerede sig ikke | Kvalificerede sig ikke | Kvalificerede sig ikke | Kvalificerede sig ikke | Kvalificerede sig ikke | Kvalificerede sig ikke | Kvalificerede sig ikke |
| 1995  | Kvalificerede sig ikke | Kvalificerede sig ikke | Kvalificerede sig ikke | Kvalificerede sig ikke | Kvalificerede sig ikke | Kvalificerede sig ikke | Kvalificerede sig ikke | Kvalificerede sig ikke |
| 1997  | Kvalificerede sig ikke | Kvalificerede sig ikke | Kvalificerede sig ikke | Kvalificerede sig ikke | Kvalificerede sig ikke | Kvalificerede sig ikke | Kvalificerede sig ikke | Kvalificerede sig ikke |
| 2001  | Kvalificerede sig ikke | Kvalificerede sig ikke | Kvalificerede sig ikke | Kvalificerede sig ikke | Kvalificerede sig ikke | Kvalificerede sig ikke | Kvalificerede sig ikke | Kvalificerede sig ikke |
| 2005  | Semifinale             | 1                      | 1                      | 2                      | 5                      | 8                      |                        |                        |
| 2009  | Kvartfinale            | 2                      | 0                      | 2                      | 5                      | 5                      |                        |                        |
| 2013  | Gruppespil             | 0                      | 2                      | 1                      | 1                      | 6                      |                        |                        |
| 2017  | Kvalificerede sig ikke | Kvalificerede sig ikke | Kvalificerede sig ikke | Kvalificerede sig ikke | Kvalificerede sig ikke | Kvalificerede sig ikke | Kvalificerede sig ikke | Kvalificerede sig ikke |
| 2021  | Gruppespil             | 0                      | 0                      | 3                      | 1                      | 8                      |                        |                        |
| Total | 4/11                   | 3                      | 3                      | 8                      | 12                     | 27                     |                        |                        |

## Aktuel trup
Den aktuelle trup for EM i kvindefodbold 2022 i England.
Cheftræner:  Anna Signeul